# Ambrose (Dakota Północna)
Ambrose – miasto w Stanach Zjednoczonych, w stanie Dakota Północna, w hrabstwie Divide.